# Hemisphaeropsis magnoliae
Hemisphaeropsis magnoliae är en svampart som beskrevs av Petr. 1947. Hemisphaeropsis magnoliae ingår i släktet Hemisphaeropsis, divisionen sporsäcksvampar och riket svampar.   Inga underarter finns listade i Catalogue of Life.